# Comuna Lozna, Botoșani
Lozna este o comună în județul Botoșani, Moldova, România, formată din satele Lozna (reședința) și Străteni.

## Demografie
Componența etnică a comunei Lozna
     Români (95,27%)
     Alte etnii (0%)
     Necunoscută (4,73%)
Componența confesională a comunei Lozna
     Ortodocși (76,53%)
     Penticostali (18,31%)
     Alte religii (0,32%)
     Necunoscută (4,83%)
Conform recensământului efectuat în 2021, populația comunei Lozna se ridică la 1.862 de locuitori, în scădere față de recensământul anterior din 2011, când fuseseră înregistrați 1.890 de locuitori. Majoritatea locuitorilor sunt români (95,27%), iar pentru 4,73% nu se cunoaște apartenența etnică. Din punct de vedere confesional, majoritatea locuitorilor sunt ortodocși (76,53%), cu o minoritate de penticostali (18,31%), iar pentru 4,83% nu se cunoaște apartenența confesională.

## Politică și administrație
Comuna Lozna este administrată de un primar și un consiliu local compus din 11 consilieri. Primarul, Viorel Lozneanu[*], de la Partidul Social Democrat, este în funcție din 2004. Începând cu alegerile locale din 2024, consiliul local are următoarea componență pe partide politice:
|  | Partid                          | Consilieri | Componența Consiliului | Componența Consiliului | Componența Consiliului | Componența Consiliului | Componența Consiliului |
|  | ------------------------------- | ---------- | ---------------------- | ---------------------- | ---------------------- | ---------------------- | ---------------------- |
|  | Partidul Social Democrat        | 5          |                        |                        |                        |                        |                        |
|  | Partidul Național Liberal       | 2          |                        |                        |                        |                        |                        |
|  | Alianța Dreapta Unită           | 2          |                        |                        |                        |                        |                        |
|  | Alianța pentru Unirea Românilor | 1          |                        |                        |                        |                        |                        |
|  | Partidul Puterii Umaniste       | 1          |                        |                        |                        |                        |                        |

## Persoane născute aici
- Aspazia Cojocaru (n. 1946), juristă, a deținut funcția de judecătoare la CCR.